# Komunia osób (małżeństwo)
Komunia osób (łac. communio personarum) – pojęcie teologiczne, które w kontekście małżeństwa odnosi się do szczególnego rodzaju jedności i więzi, które powstają między mężem a żoną w sakramencie. To zjednoczenie nie jest jedynie fizyczne, ale obejmuje również aspekt duchowy, emocjonalny i intelektualny, a więc jest głębsze niż tradycyjnie rozumiana wspólnota. Jan Paweł II definiował komunię osób jako „wzajemność w bytowaniu”.

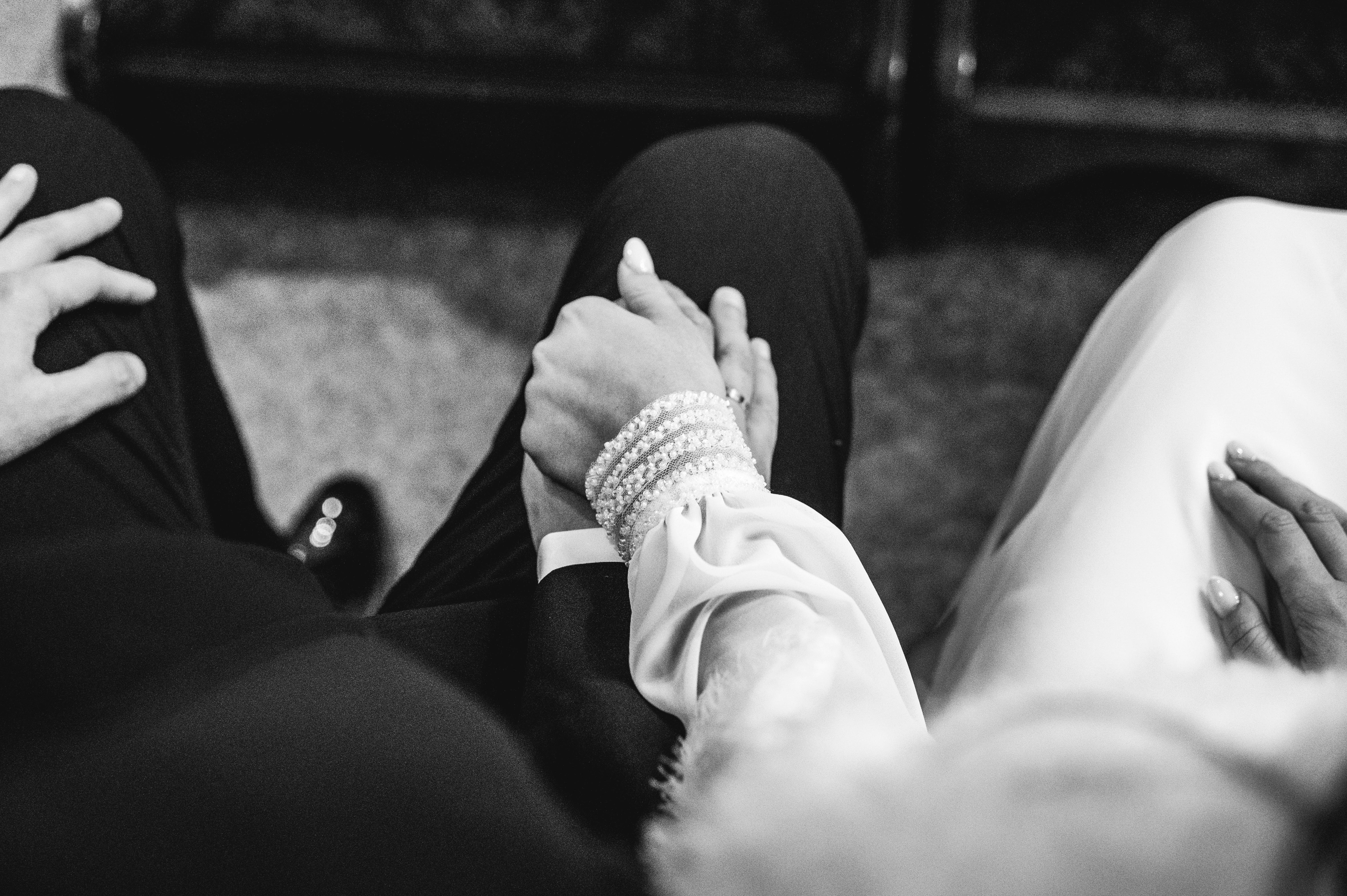
Sakrament małżeństwa

## Sobór Watykański II „Gaudium et spes”
W Konstytucji duszpasterskiej o Kościele w świecie współczesnym, w rozdziale zatytułowanym „Godność małżeństwa i rodziny” („Gaudium et spes”, 47–52), ojcowie soborowi opisują małżeństwo jako „głęboką wspólnotę życia i miłości”, która powstaje przez dobrowolne i świadome oddanie się sobie nawzajem przez mężczyznę i kobietę. W punkcie 48 podkreśla się, że małżeństwo jest wspólnotą osób (łac. communio personarum), która odzwierciedla Boży zamysł i godność osoby ludzkiej: „Małżeństwo to nie jest czymś czysto biologicznym, lecz dotyczy wewnętrznej wspólnoty życia i miłości, którą ustanawia dobrowolna zgoda osób” (GS, 48). Mimo że użycie pojęcia „communio personarum” nie pojawiło się wtedy po raz pierwszy, jednak to „Gaudium et spes” jest pierwszym dokumentem Magisterium Kościoła, w którym tak dobitnie i oficjalnie sformułowano tę ideę w odniesieniu do małżeństwa sakramentalnego.

## Jan Paweł II „Familiaris consortio”
Polski Papież był głównym popularyzatorem terminu komunia osób po Soborze Watykańskim II. Termin ten stał się precyzyjniejszy od samego słowa wspólnota; Jan Paweł II, w swoich rozważaniach teologicznych, podkreślał, że komunia osób wyraża sposób istnienia i działania dwóch osób, które poprzez wzajemność i wyłączność tworzą coś więcej niż tylko wspólnotę – manifestują one głębię i tajemnicę sakramentalnego zjednoczenia, które odzwierciedla w pewnym stopniu relacje wewnątrz Trójcy Świętej. W adhortacji apostolskiej „Familiaris consortio” Jan Paweł II rozwija koncepcję komunii osób, podkreślając jej fundamentalne znaczenie dla sakramentu małżeństwa. Według Papieża, komunia osób jest pierwszym skutkiem małżeństwa i wyraża głęboką jedność, która obejmuje całe życie małżonków. Ta jedność jest nie tylko wyrazem wzajemnej miłości i oddania, ale również uczestnictwem w przymierzu między Bogiem a ludźmi. Jan Paweł II wskazuje, że komunia małżeńska jest podobna do komunii Trójcy Świętej, co oznacza, że małżonkowie są wezwani do tworzenia więzi opartej na miłości, wzajemnym darze z siebie i otwartości na życie. Komunia osób w małżeństwie jest również fundamentem jedności rodzinnej, będąc filarem, na którym opiera się struktura rodziny jako „Kościoła domowego”. Adhortacja Jana Pawła II szczegółowo omawia, jak komunia osób w małżeństwie wymaga pełnej wzajemności i jest zakorzeniona w samej istocie sakramentalnej natury małżeństwa. Papież zwraca uwagę, że komunia osób stanowi odzwierciedlenie miłości Boga do Jego ludu, co oznacza, że małżonkowie są wezwani do życia w wiernej, nierozerwalnej i płodnej miłości. Podkreśla również, że komunia małżeńska jest wezwaniem do świętości i że to dążenie do jedności w miłości jest nie tylko celem, ale i drogą do głębszego zrozumienia własnego powołania.

## Franciszek „Amoris laetitia”
Papież Franciszek w adhortacji „Amoris laetitia” kontynuuje i rozwija koncepcję komunii osób, poszerzając jej znaczenie i kontekst w świetle współczesnych wyzwań, przed którymi stoją małżeństwa. Franciszek zwraca uwagę, że komunia osób w małżeństwie powinna odzwierciedlać życie wewnętrzne Trójcy Świętej, co oznacza, że więź małżeńska powinna być odbiciem tej miłości, jedności i różnorodności, które znajdujemy w Bogu. Małżeństwo jako sakrament jest zatem znakiem komunii między Chrystusem a Kościołem i jest wezwane do odwzorowywania tej relacji w codziennym życiu. Franciszek podkreśla, że komunia osób jest dynamicznym procesem, który wymaga stałego rozwoju i pielęgnacji. Jest to droga, na której małżonkowie nieustannie dążą do pogłębiania swojej miłości i jedności, pomimo trudności i wyzwań, z jakimi mogą się spotkać. Papież Franciszek zauważa, że Bóg jest obecny w ich relacji na każdym etapie i w każdej chwili życia małżeńskiego, oferując swoją łaskę i wsparcie. Komunia małżeńska, zgodnie z nauczaniem Franciszka, jest także miejscem, gdzie małżonkowie mogą doświadczać mocy zmartwychwstania Chrystusa, co daje im siłę do przeżywania zarówno radosnych, jak i trudnych momentów z nadzieją i miłością. Ideałem wzajemnego oddania małżonków jest ofiara, jaką Chrystus złożył na krzyżu za każdego człowieka.